# Utställning

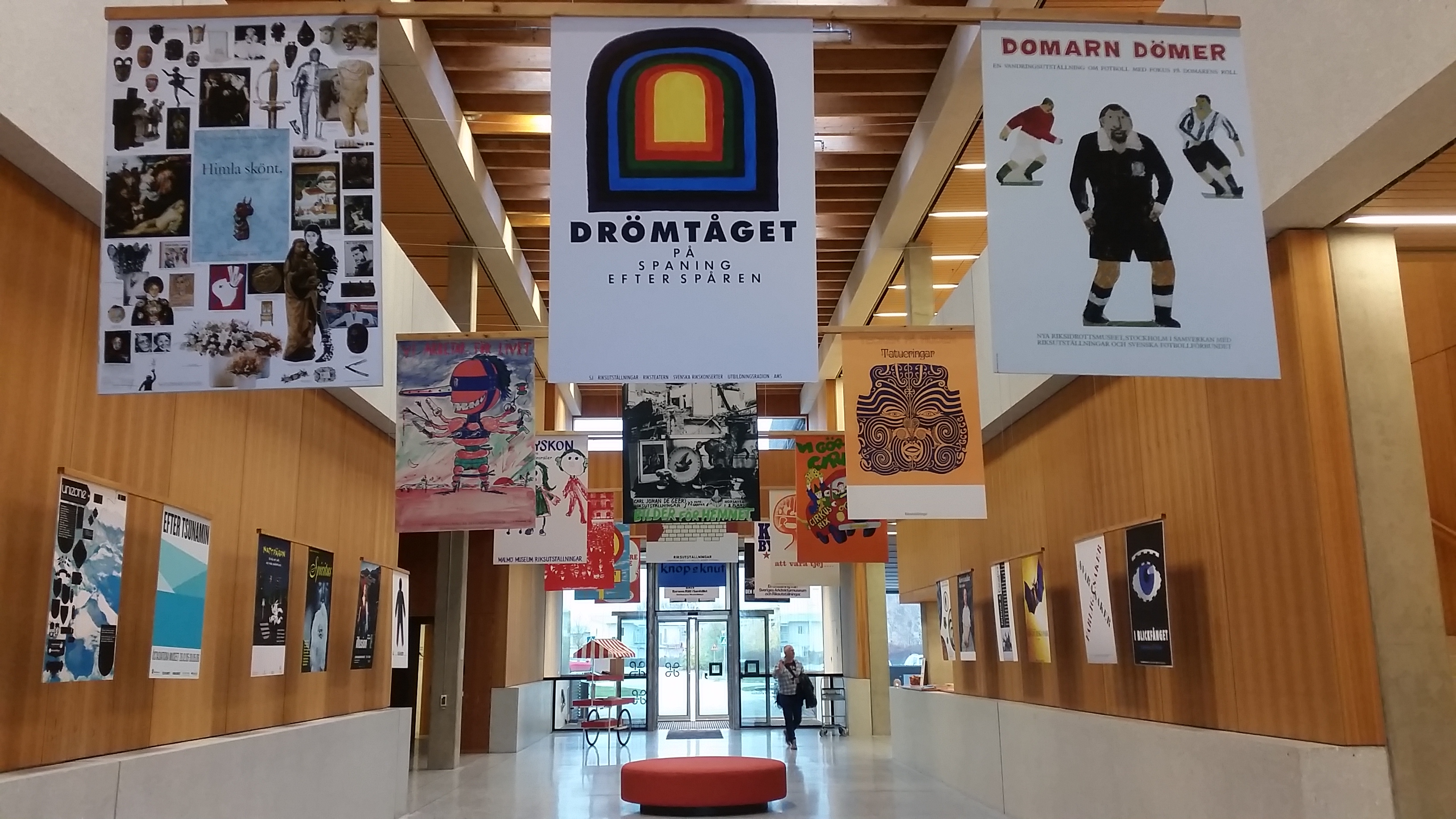
Utställning med affischer i entrén till Riksutställningar, 2015.

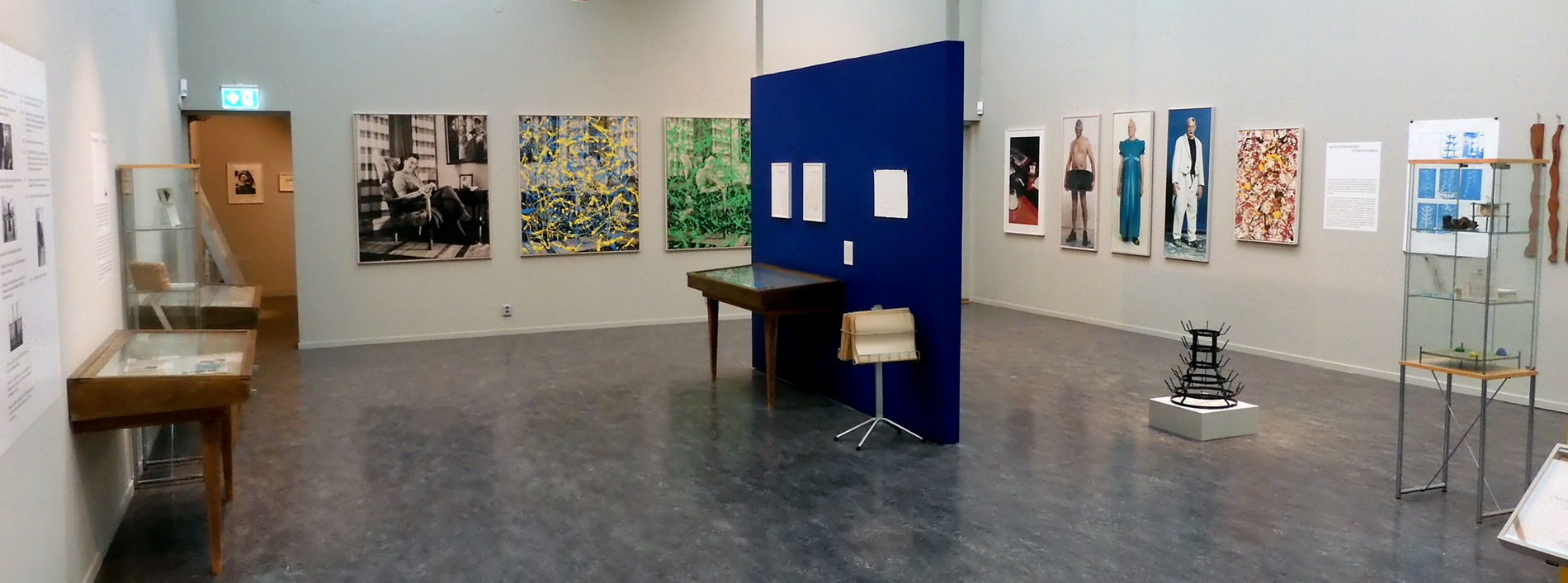
Konceptkonstnären Leif Erikssons utställning i Ystad 2024.

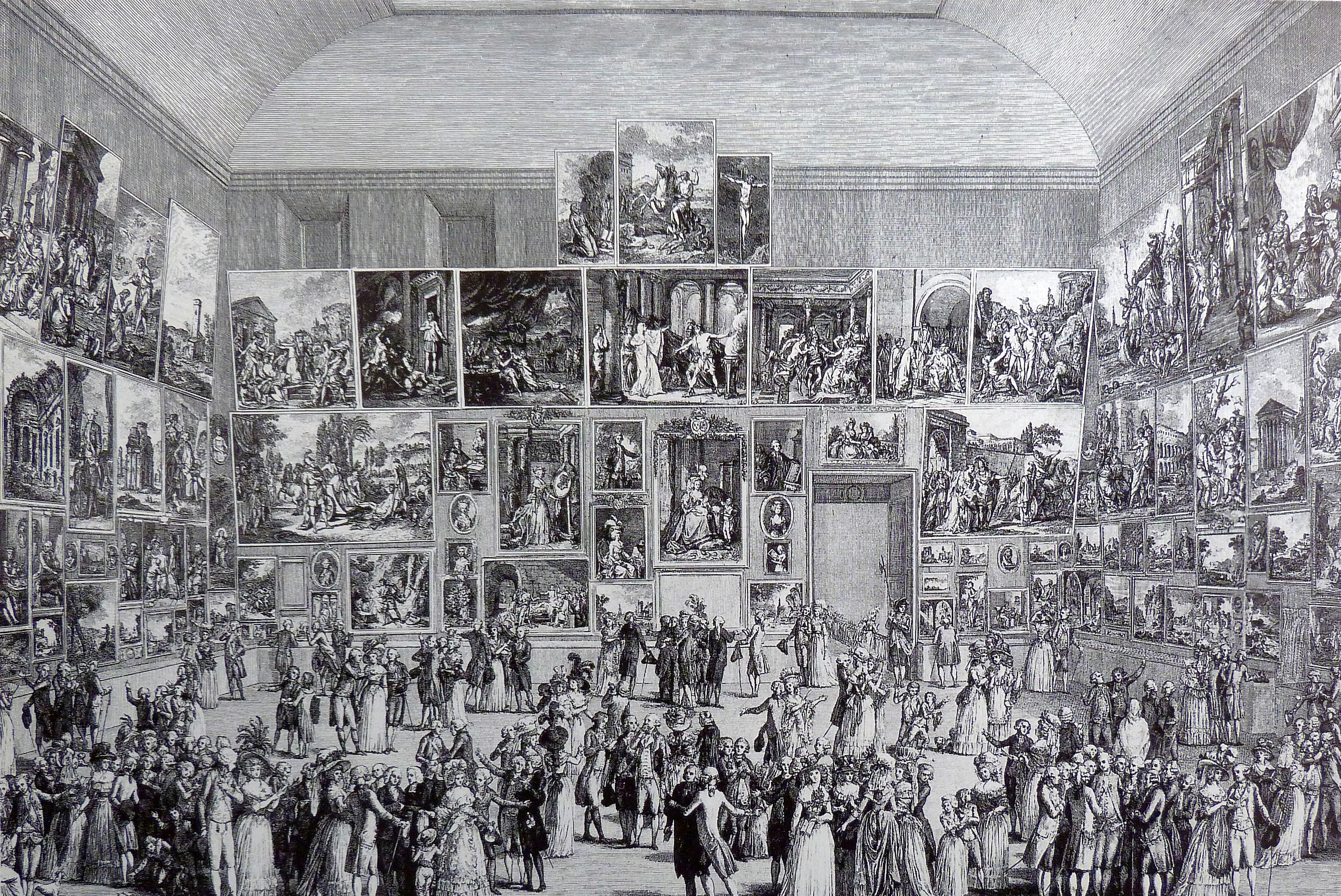
Parissalongen på Louvren, 1787.

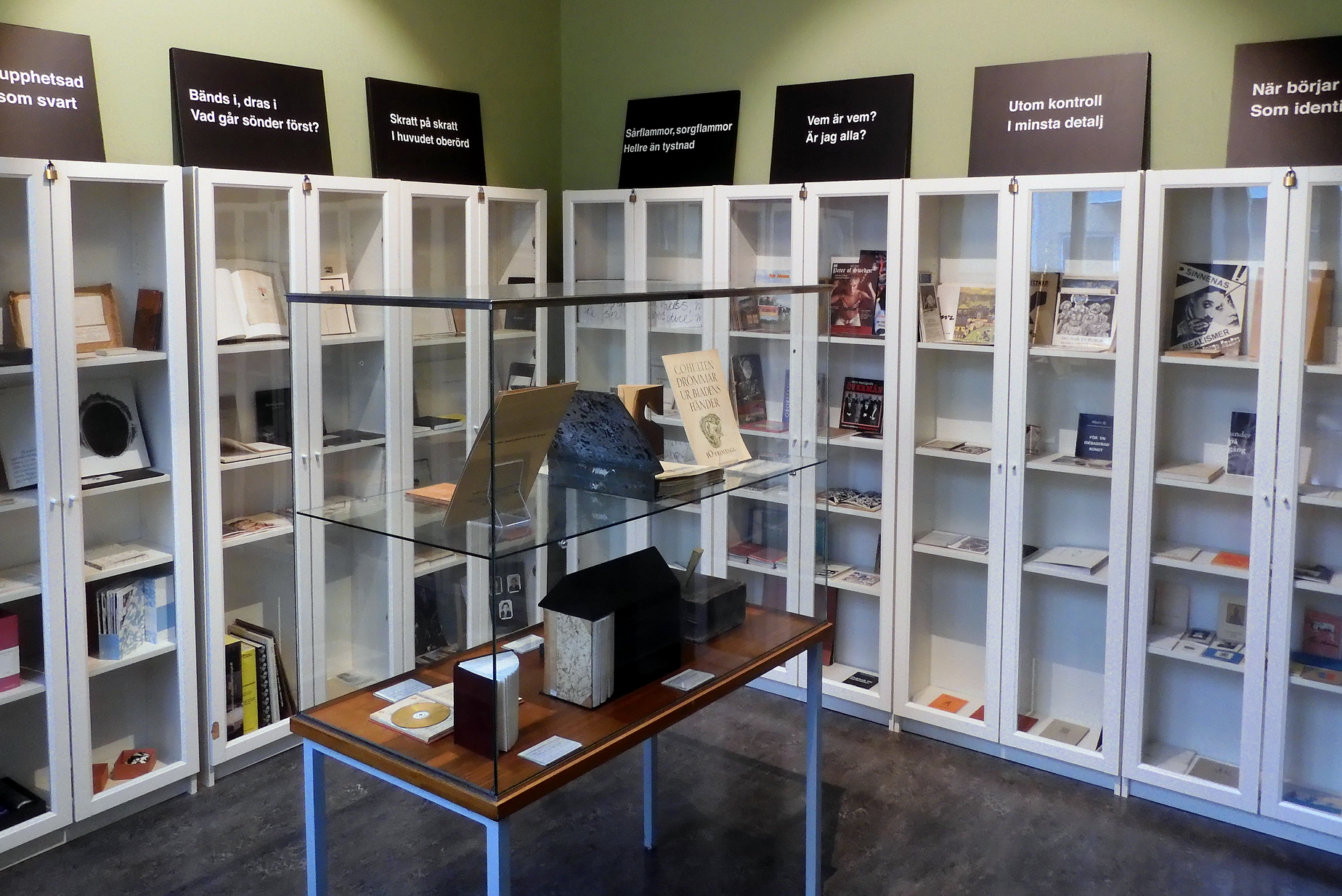
Utställning av konst i bokform på Ystads konstmuseum.

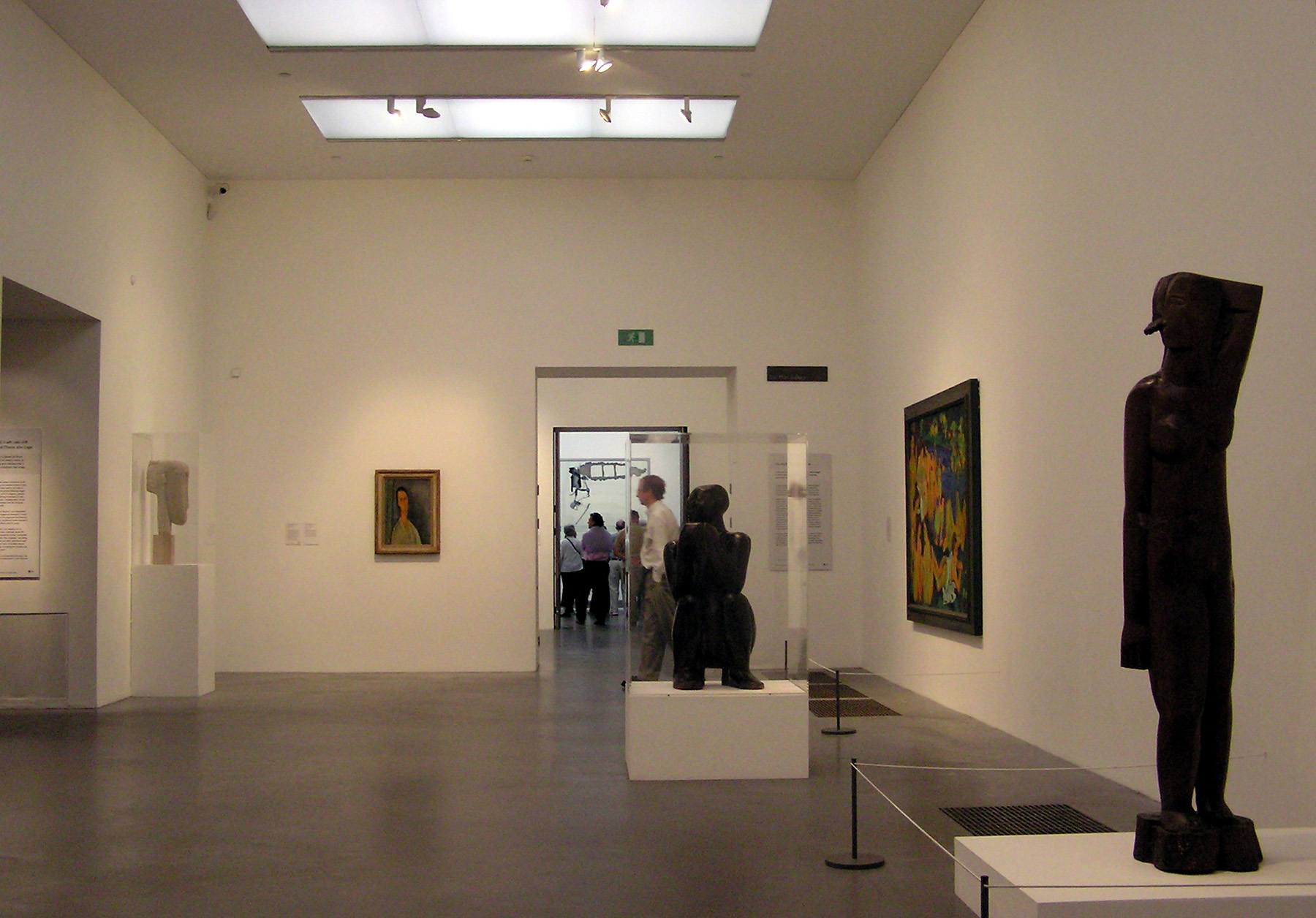
Utställning av modern konst på Tate Modern i London.

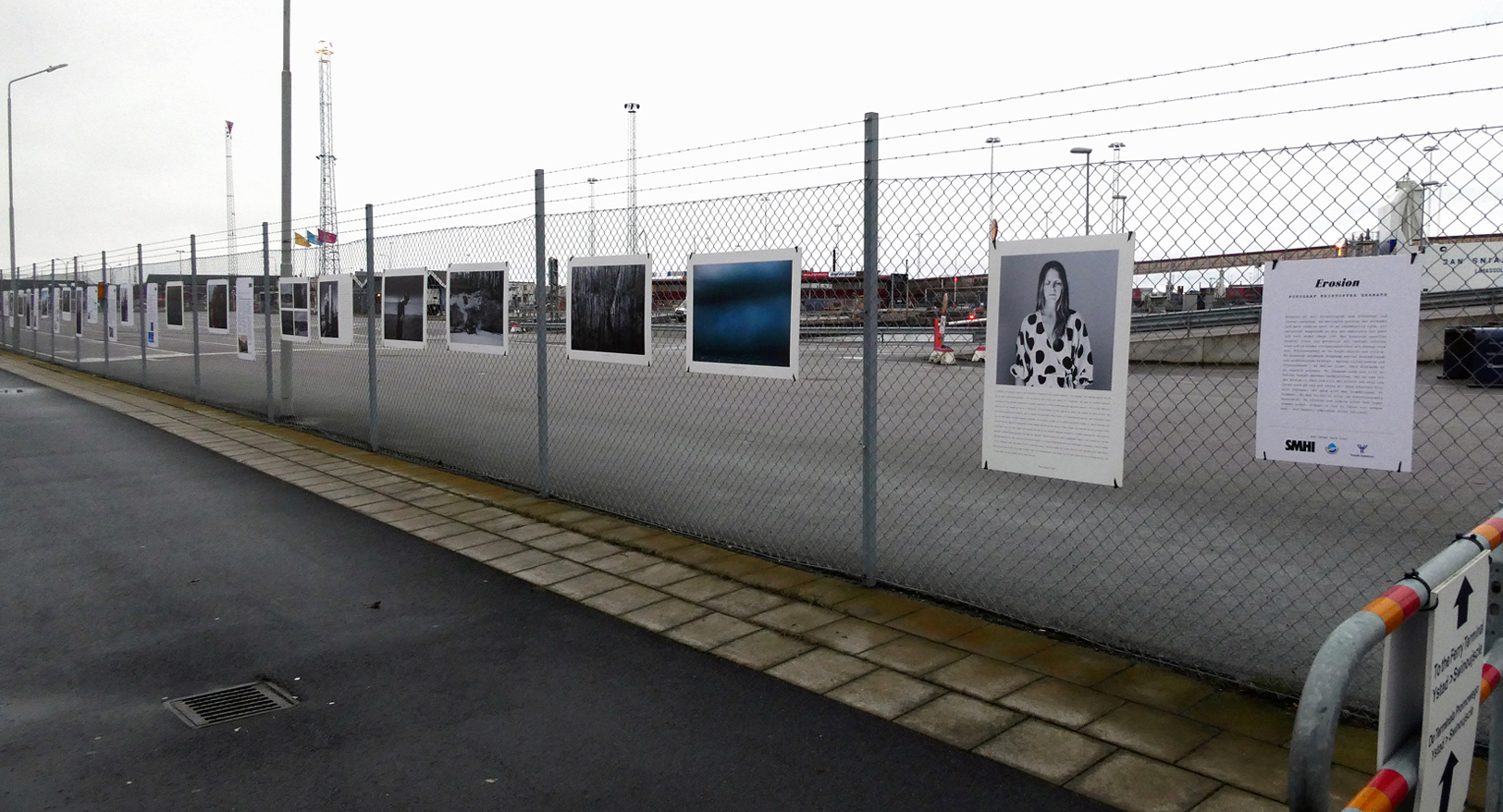
En fotoutställning på ett staket i Ystads hamn 2021.

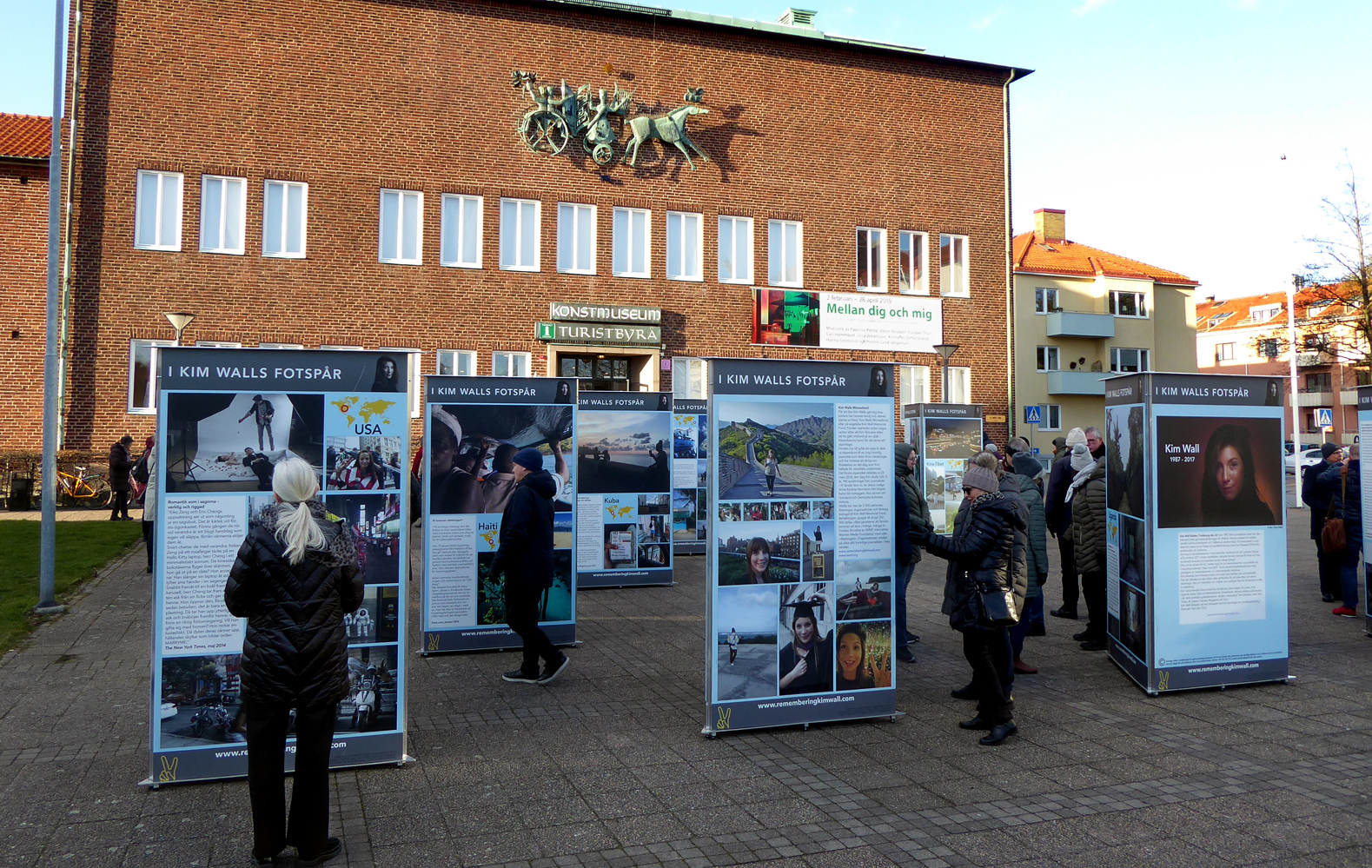
Vernissage på I Kim Walls spår framför Ystads Konstmuseum 8 mars 2019.

Utställning eller expo, är en organiserad presentation och förevisande av föremål eller företeelser. Utställningar förknippas framförallt med museer, konsthallar, gallerier, utställningshallar eller världsutställningar.
Utställningen kan ses som världens äldsta massmedia. Att gestalta en miljö där människor träffas för att se eller på annat sätt ta del av föremål, har varit en form för mänsklig kommunikation via media sedan mycket lång tid. Grottmålningar har funnits sedan minst 15 000 år och i våra dagar är butiks- och massmedier, men också museer och olika former för upplevelseindustri, en stor bransch.
Utställningsmediet är unikt genom sin förmåga att kunna ta alla sinnen i bruk. Tidigare former var dekoration av tempel och marknadsplatser, butiks- och vägskyltar samt minnesstenar eller triumfbågar. I våra dagars industrisamhälle intar skyltfönstren, butiksinredning och gallerior, utställningslokaler som gallerier och museer, skyltar av alla olika slag, mässor, dekorering av demonstrationer, festivaler och parader en central plats. Även gestaltning av TV-studios och scenografi till filmer är en del av expomediet som tar tillvara samma kvalitéer som utställningar gör.
Utställnings- och expomedia är lite utforskade och bruket av termer och kunskapen om mediet är svagt utvecklat förutom vissa aspekter som butiksexponering.

## Olika syften
Utställningsmediet har haft och har olika syften genom historien. Den funktionsindelning i ekonomi, politik, religion och kultur som är sedvanlig i våra dagars industrisamhälle är i andra samhällen inte desamma men överallt förekommer utnyttjande av att dekorera föremål och miljöer för att skicka ut ett budskap.
Utställningsmediet tycks dock i våra dagar vara den form för massmedia där den sedvanliga moderna funktionsuppdelningen börjar upphävas. Världsutställningar har inte bara haft stor betydelse för ekonomin utan också haft politisk och kulturell inverkan.
Varuhusen och gallerior med sina vetenskapligt utformade miljöer har börjat inta också en närmast religiös roll i våra moderna samhällen som tempel för tron på konsumtionen som meningen med tillvaron enligt en del bedömare. Samtidigt tränger de delvis ut det offentliga rummet med dess fria möjligheter till att ge uttryck för politiska och kulturella budskap.

## Hur påverkan sker
Utställningsmedia har kvaliteter som både skiljer den och förenar den med andra medier. Unikt är att utställningsmediet kan ta i bruk alla mänskliga sinnen. Inte bara de massmedialt vanligen tilltalade sinnena syn och hörsel utan också beröring, lukt och smak. Utställningar kan ta i bruk alla andra medieformer men med vissa begränsningar. Det tryckta mediets styrka i att kunna förmedla främst stora mängder text men också bilder kan användas också på en utställning men särskilt textmängden måste begränsas väsentligt. Rörliga bilder och ljud kan med fördel användas i utställningssammanhang, helst i kortare redigerad form som kan repeteras för besökaren. Det som utställningsmediet kan ytterligare tillföra till synsinnet är föremål i tre dimensioner som betraktaren dessutom kan se från alla önskade vinklar genom att röra på sig, ibland också känna och lukta på.
Utställningsmediet kan ta tillvara hela den moderna medieteknikens alla sätt att förmedla bilder och text men på ett sätt som i hög grad går utöver vanliga begränsningar med rörliga bildmedier och ljudmedier. En grundläggande skillnad finns mellan olika medier i sättet att berätta. I en utställning styr i hög grad besökaren i vilken takt och hur länge hon eller han vill ta till sig innehållet, även rörliga bild- eller ljudpresentationer är ofta så gjorda att det lätt går att repetera budskapet så att man kan ta det till sig i egen takt. På så sätt liknar utställningsmediet tryckta produkter som genom den självvalda takten i tillägnandet främjar kritiskt tänkande och förståelse. I en film eller ljudprogram styr producenten takten på presentationen av budskapet. Det skapar goda möjligheter till att främja upplevelser av olika känslostämningar.
Utställningsmediet kan med denna sin allsidighet både främja kritisk förståelse och skapa känslomässiga stämningar. Det gör att det både lätt kan missbrukas och skapa nya insikter.

## Historia
Förmågan att utforma abstrakta budskap i medieform anses idag vara åtminstone 75 000 år gammal. Tidigare menade många att redan grottmålningar som påstods vara 15 000 år gamla var en bluff. Människan påstods vara oförmögen till något annat än att överleva vid denna tid. Samhället ansågs inte ha uppnått ett sådant utvecklingsstadium att någon kunde göra konst. Detta har man fått omvärdera genom senare forskning där grottmålningar i Europa blivit daterade som upp till 18 000 år gamla. 2004 upptäcktes i Afrika bearbetade snäckskal som var 75 000 år gamla. De hade fått samma design och dessutom fanns det kvar färgrester på dem. Det pekar på att människan långt tidigare än man förmodat kunde utforma abstrakta symboler.

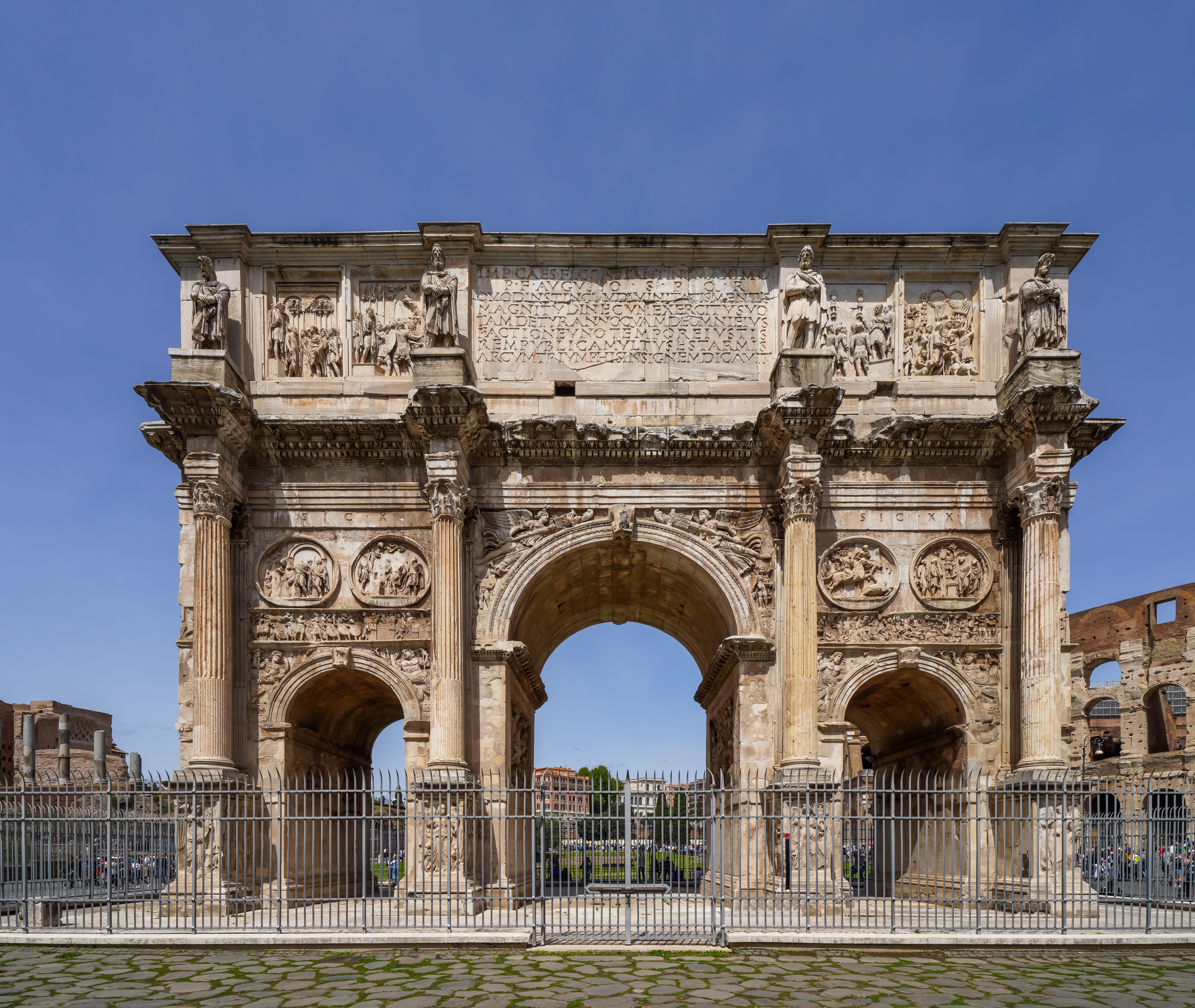
Den rikt utsmyckade Konstantinbågen i Rom.

De klassiska civilisationerna använde sig av dekorering av platser där folk samlades, av stadsportar, tempel och kring försäljning av varor eller tjänster. Greklands antika tempel var på sin tid rikt färglagda. I Rom utformades både triumfbågar och de inhuggna bokstäverna i samma klassiska geometriska stil. Inhuggna för alltid i relief triumferade också romerska härskare, gudar och soldater över besegrade fiender förvandlade till slavar medan de besegrade också fick vandra genom triumfbågarna för att åskådliggöra Roms ära. Butiksskyltar förekom också och finns välbevarade efter utgrävningen av den av lava dränkta staden Vesuvius.
Under medeltiden blir mässor för handeln allt vanligare. Under 1100-talet bildas de första kommersiella mässorna i Europa i Champagne halvvägs mellan de norditalienska och flandriska städerna. Höstmässorna i Frankfurt börjar vid samma tid också få betydelse. 1240 utnämns denna ort mitt i Tyskland till den första mässtaden med kejserliga privilegier och 1268 får mässorna i Leipzig i Sachsen sin kungliga licens. 1330 får Köln vid floden Rhen rättigheten att arrangera även en vårmässa och 1366 börjar köpmän att regelbunden samlas vid staden Nizjnij Novgorod i Ryssland. Den första bokmässan hålls i Frankfurt 1480 och 1564 ges den första bokkatalogen ut för att saluföras på bokmässan. Staden blir snart centrum för den europeiska boktryckarkonsten. Den första maskinmässan öppnar i Nürnbergs rådhus 1569.
Mässorna runtom i Europa får sitt namn efter den mässa som ofta inleder marknadsdagarna som ofta genomförs på våren eller hösten i anslutning till någon viktig kyrkohögtid. Ökningen av marknader som inte godkänts av kungen oroar Gustav Vasa som 1531 menar ”att marcknader hållas i hwar kyrkiomesso”. Både marknadsplatser och kyrkor dekoreras. I den muslimska världen utvecklas dekoreringskonsten till stor förfining genom att vara helt abstrakt och inte använda sig av naturalistiska avbildande, i kristenheten används ofta kyrkorna för att bildigt måla himmel och helvete så tydligt som möjligt för menigheten. Början till våra dagars museum startar också i Vatikanen 1471 som kallas Kapotilanska museerna. Men det är inte öppet för allmänheten vilket gör att det inte ännu kan betecknas som massmedium. Även på andra håll växer kuriosakabinett fram hos kungar och privata samlare där märkliga föremål från fjärran länder visas upp för utvalda gäster vilka på samma sätt som i Vatikanen på 1700-talet blir början till museer för allmänheten. 1673 startar Académie royale de peinture et de sculpture sin första utställning på Salon Carré i Paris, men bara halvt offentligt.

### 1700- och 1800-talet

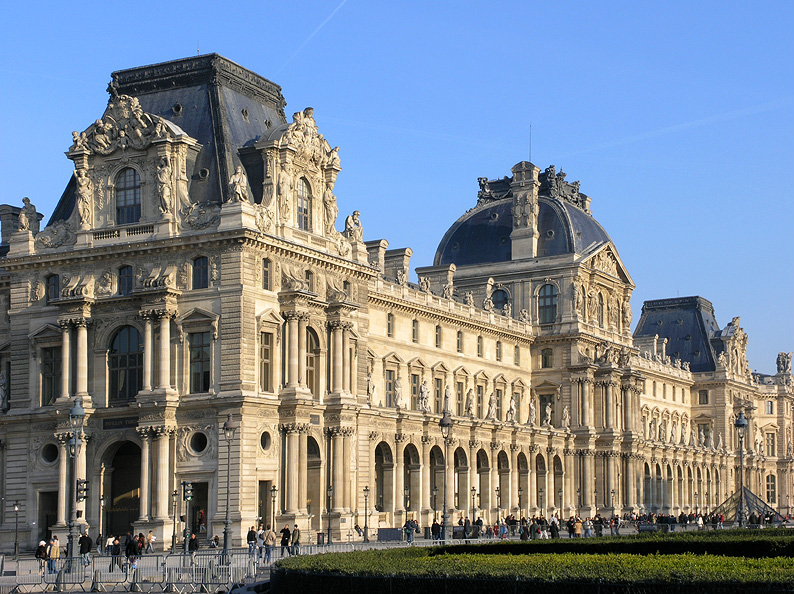
Fasaden till Louvren i Paris.

På 1700-talet etableras specialiserade former för utställningsmediet som under 1800-talet blommar ut i allt större skala. I palatset Louvren öppnar kungliga akademin konstutställningen Salon de Paris helt för allmänheten. Salongen blir en plats där den välbärgade delen av allmänheten kunde delta i en bredare kritisk diskussion. Det blev möjligt dels genom att publiken kunde delta i en jämlik dialog och att det samtidigt förekom en teoribildning som betonade vikten av amatörens synpunkter i en fråga som tidigare experter hade haft monopol på. Teoretiker uppmanade gemene man med liten eller ingen teknisk erfarenhet att komma med synpunkter på målningarna för att främja personlig smak. Genom att främja individualism och kritisk självständighet på detta sätt i offentligheten kanaliserades paradoxalt nog individualismen in i former för assimilering av social ordning och samförstånd om smak och hierarki.
I Rom öppnar Kapitolinska museerna för allmänheten 1734 och i London öppnar the British Society of Arts 1756 en utställning som erbjuder priser till en tävling om bästa produkter av tapeter, mattor och porslin. 1761 gör samma organisation en utställning med jordbruks- och andra maskiner. I Genève, Hamburg och Prag ordnas små industriutställningar runt 1790 men stora blir de först 1798 i Paris då ”Exposition Publique des Produits de Industrie” öppnar. Handlarna har fulla lager efter revolutionen och har stort behov av att marknadsföra mattor, porslin och andra industrivaror. Det privata initiativet blir en sådan succé att staten fortsätter och tar initiativ till en rad industrimässor i Paris. 1828 följer New York efter. Utställningar av mekaniska produkter blir allt vanligare också i mindre skala.

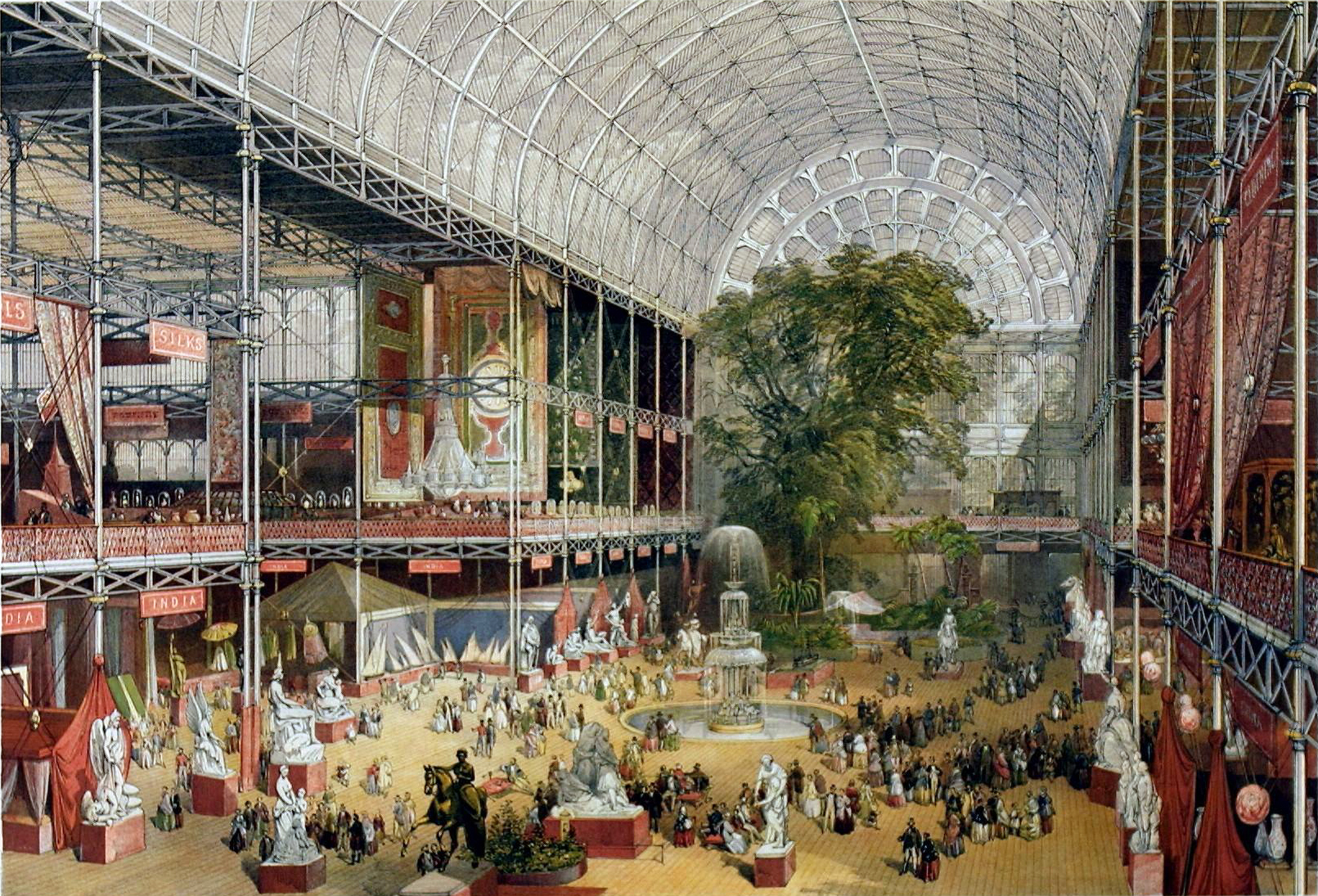
Interiör inifrån Crystal Palace från Londonutställningen 1851.

Londonutställningen 1851 blev det stora genombrottet för det moderna expomediet. Succén var överväldigande med 94 länder som deltagare och 5 miljoner besökare. Det officiella namnet var Great Exhibition of the Work of Industry of all Nations vilket senare kom att betecknas som den första världsutställningen, World Fair, och bli ett återkommande arrangemang.
Vid samma tid öppnar det första moderna varuhuset Au Bon Marché i Paris. Under 1850-talet öppnar flera varuhus i några få europeiska huvudstäder. Med varor av alla de slag under samma tak och priserna utsatta gör de stor ekonomisk succé. 
Succén med en stor internationell utställning kopierades snabbt av andra länder, i New York 1853 och Paris 1855. I London var världsutställningen tillbaka 1862. Även denna gång fick den oväntade följder. Napoleon III bjöd med sig 700 franska arbetare för att de skulle delta i en fransk delegation. Bland arbetarna fanns anarkisten Proudhon och andra radikala arbetare som utnyttjade chansen och besökte de stora engelska fackföreningarna. De första stegen togs mot det som 1864 blev Första internationalen.

### Imperialismens och varornas dekorationer 1870–1914
Europas imperialism kunde fortsätta i hela världen under hela 1800-talet tack vare militär överlägsenhet men på 1870-talet inleds en ekonomisk kris. En globaliseringsepok inleds med ökning av utländska investeringar och konkurrensen mellan företag och länder. Nya medel måste tas i bruk för att öka försäljningen av varor och rättfärdiga västmakternas världsherravälde. Varuhusen börjar designas för att medvetet förvirra kunderna till att köpa mer och sprids också utanför huvudstäderna. Skyltfönstret uppfinns som en form av livsstilsreklam. Världsutställningarna blir allt större och inflytelserika över både smak och teknikspridning medan mänskliga zoo med rasistiskt utpekade lägre stående människoraser ordnas i djurparker där färgade människor stängs in i burar eller ställs ut som exotiska invånare i uppbyggda miljöer från kolonierna. Karl Hagenbeck som är uppköpare av vilda djur och en framtida entreprenör bakom många av Europas zoo ställer 1874 ut invånare från Samoa och samer som ”rent naturliga” folk. Snart finns mänskliga zoo i Hamburg, Antwerpen, Barcelona, London, Milano, New York, Warszawa och på många andra plaster. 
I Sverige börjar mässmediet att utvecklas. 1866 arrangeras den första Stockholmsutställningen med konst, konsthantverk och industriprodukter med deltagare begränsade till Skandinavien. 1873 startar de schweiziska bröderna Cloetta chokladfabrik i Malmö som expanderar snabbt tack vare deltagande på ett antal mässor. En företagskultur byggs upp kring mässdeltagandet, alltid med nya montrar, Cloettaflickorna och festligheter där personalens familjer ofta bjuds in. 
1873 ordnas världsutställningen i Wien för att fira Frans Josephs 25-årsjubileum som kejsare. Efter sig lämnar utställningen det 65 meter höga Riesenrad som blir huvudattraktion som pariserhjul i en stor nöjespark. 1876 arrangeras för första gången en stor världsutställning i USA i staden Philadelphia. Huvudattraktioner är en stor ångmaskin och Graham Bell demonstrerar för första gången telefonen inför en större publik. 1878 ordnas en storslagen världsutställning i Paris. Här förevisas Thomas Edisons fonograf, ”talmaskinen”, och för första gången kastar det elektriska ljuset sitt sken över utställningsbyggnaderna. Svenske brännvinskungen L O Smith passar på och ordnar en särskild alkoholkongress i anslutning till utställningen. Efter Paris kommer Sydney, Melbourne och återigen London som städer där det hålls världsutställningar.

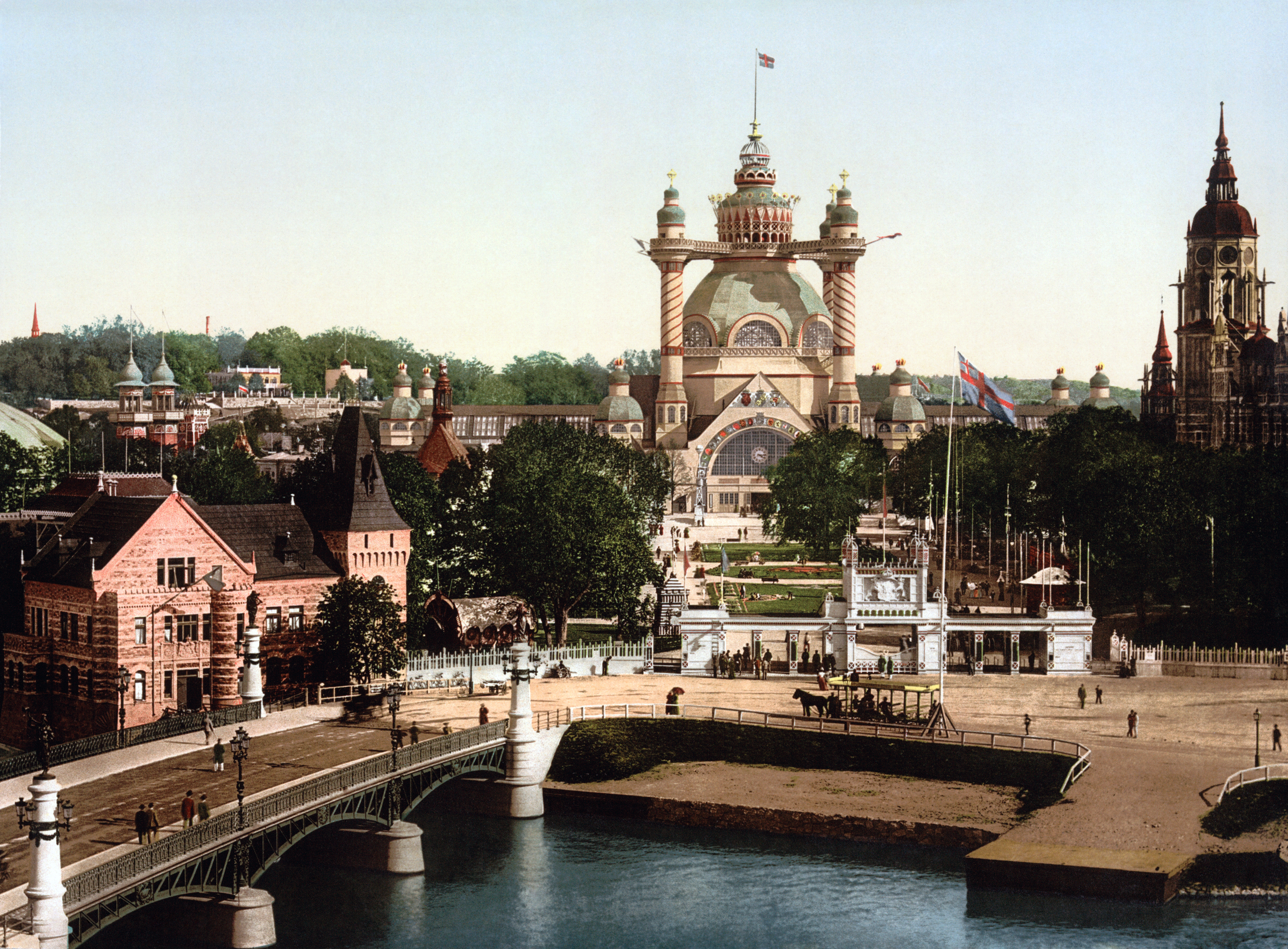
Vy över en del av Stockholmsutställningen 1897.

1889 hålls en ny världsutställning i Paris som får en avgörande betydelse för det allmänna smakidealet. Utställningen sammanfaller med hundraårsminnet av franska revolutionen vilket arrangörerna försöker tona ner. I stället för att lyfta fram tanken på frihet, jämlikhet och broderskap för alla människor blir en utställning av en negerby ett populärt inslag där 400 infödingar utgör huvudattraktionen. Eiffeltornet som uppförs till utställningen blir det stora allmänna samtalsämnet. Frankrike lyckas etablera sig som sin tids ledande designnation där ideal om kvalité i konsthantverk kombineras med den nya tidens industriella material och inriktning på nyttiga funktioner. En ny stil kallad Art Nouveau eller senare Jugend på tyska och svenska, får uppmärksamhet för design av utställningshallar. I samband med utställningen arrangeras också olika nöjen. Efter att USA 1890 hade segrat i den sista striden mot ursprungsbefolkningen och därmed fullföljt indianutrotningen som decimerat indianerna i Nordamerika från 7–8 miljoner till 250 000 kom nu Buffalo Bill's Wild West Company med indianer som visas upp under ledning av överste W F Cody.
Världsutställningarna fortsätter att vara succéer. 1893 blir Chicagoutställningen den mest omfattande av de utomeuropeiska utställningarna till 400-årsminnet av Columbus landstigning i Amerika. 1900 slår världsutställningen i Paris alla publikrekord med 50
miljoner besökare.

### Mellankrigstidens estetisering
När den liberala världsordningen slutar med världskrig mellan konkurrerande stater inleds en epok av motsättningar som också får estetiska uttryck. Våldsamma kast uppstår mellan längtan tillbaka till äldre dekorativa former och nya modern funktionalism som tar tillvara de nya industriella materialen möjligheter. 
Imperierna fortsätter hylla sina världsomspännande ambitioner. I London arrangeras "The British Empire Exhibition" 1924. Hit kommer 27 miljoner besökare som här kan få en överblick över det brittiska världsväldet på höjden av sin makt. Kung Georg V skickar ett telegram till sig själv för att visa imperiets betydelse. Telegrammet färdas jorden runt uteslutande i brittiska ledningar innan det återvänder till utgångspunkten tjugoåtta sekunder senare. På liknande kolonialutställningar i Frankrike fortsätter utställarna fram till 1931 att visa upp människor från kolonierna som sensuella exotiska primitiva varelser ibland i burar, ofta nakna eller nästan nakna. Utställningen 1931 fick stort gensvar hos allmänheten men mötte också motstånd. Franska kommunistpartiet delade ut flygblad som visade upp koloniala övergrepp och uppmanade till bojkott. Tillsammans med konstgruppen surrealisterna arrangerades en motutställning. Den gjorde narr av och ifrågasatte kolonialutställningen genom en skämtsamt vetenskaplig framställning av vit kultur och att ta upp problemen i kolonierna. 
Världsutställningarna i Paris fortsätter och får sitt sista glansfulla uttryck 1937. Här tävlade Sovjetunionen och Tyskland om de bästa platserna och om att göra den mest imponerande likartade pompösa paviljongerna. De ängsliga utställningsarrangörerna ger bägge hedersplatser och låter de både stormakterna dela på guldmedaljen för bästa paviljong. I den lilla spanska paviljongen visas Picassos stora målning Guernica om flygbombningens fasor som de nazityska planen åsamkat civilbefolkningen i Baskien under det pågående inbördeskriget i Spanien. 
Nationella utställningar får också stor betydelse för att föra ut och få en ny syn på framtiden accepterad. I Sverige får Stockholmsutställningen 1930 en central roll för att ge en bild av ett framtida funktionellt samhälle som lämnar det gamla fattigsverige bakom sig. Från utställningens centrala reklampelare lyser den nya tidens neonskyltar med varumärken för konsumtionsvaror. Hus, rum och möbler visas upp i rena ljusa geometriska former. 
Fackmässor börjar också bli allt vanligare, för en speciell bransch och ofta riktade till enbart detaljhandeln. 1922 ordnas den första båtmässan i Saltsjöbaden, 1924 den första radiomässan och 1927 den första mässan för reklambranschen, de bägge sista i Göteborg.
I Italien görs utställningen om den fascistiska revolutionen 1932 i samma formspråk som Stockholmsutställningen av tidens moderna arkitekter. Men här är det gigantiska stiliserade spöknippen i metall som är utställningens samlande fascistiska symbol och i de moderna salarna är det martyrerna i kampen mot kommunismen och det eviga imperiet Rom nu på väg att återuppstå som är den tid besökarna ska leva i. Fascismen saknade i hög grad en teori och byggde därför upp mycket av sin samlande kraft i samhället på estetik där utställningar och massuppbåd med stark estetisk utformning var centrala. Även i Tyskland gjorde nazistpartiet en ”Stor antikommunistisk utställning” 1938 med liknande utformning som den italienska föregångarens. Nazistpartiet betonade inte minst "kolonialbolsjevismens" kommunistiska hot om uppror mot Europas kontroll över råvarukällor i kolonialländerna. Scenografin kring massmöten spelade en central roll när tiotusentals samlades i särskilt byggda arenor omgivna av strålkastare som riktades som pelare flera km högt rakt upp i himlen.

### Efterkrigstiden
Efter fascismens nederlag under andra världskriget gör sig det moderna avpolitiserade formspråket sig alltmer gällande. FN stödjer stora fotoutställningar med bilder av människor från hela världen. På världsutställningen i Bryssel 1958 står en stor modell i metall av en atomkärna i centrum. I USA ordnas vetenskapsmässor där ungdomar tävlar i naturvetenskap och kan se ny teknik. I Sverige fortsätter den moderna ljusa funktionalismen sitt triumftåg genom Hälsingborgmässan 1955. 
Världsutställningarna fortsätter att skapa modeller för framtida byggande och sätt att leva som ger effekter. Till den påkostade men inofficiella världsutställningen i New York görs byggnader som sedan flyttas till Disneyland. En upplevelseindustri som formar hela miljöer för nöje eller försäljning växer sig allt starkare. Sommarland och allt större nöjesparker blir alltfler och större samtidigt som mässbranschen får en mycket stark tillväxt och gallerior ibland stora som stadsdelar börjar byggas upp.

### Ny globaliseringsperiod

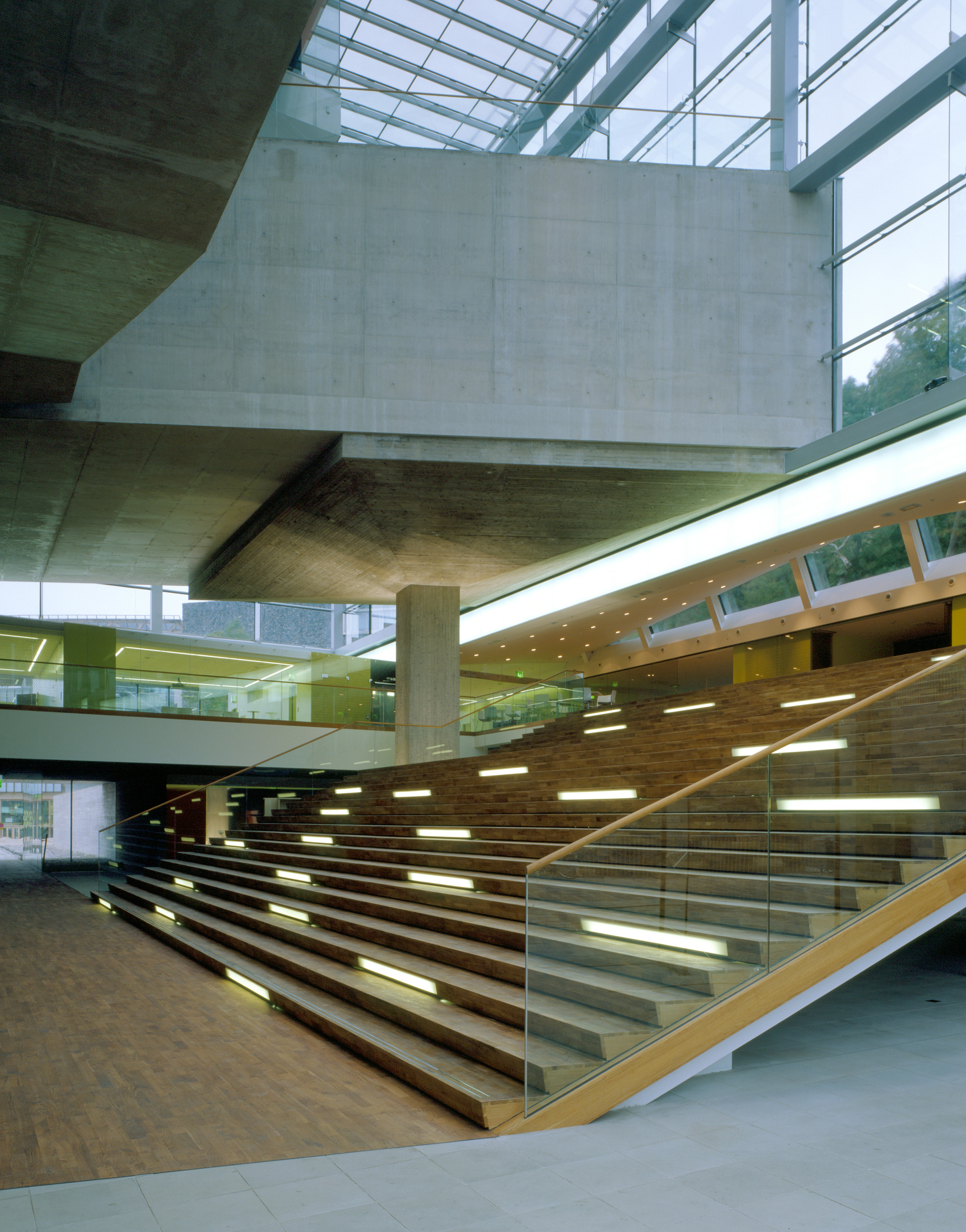
Interiörbild från Världskulturmuseet i Göteborg.

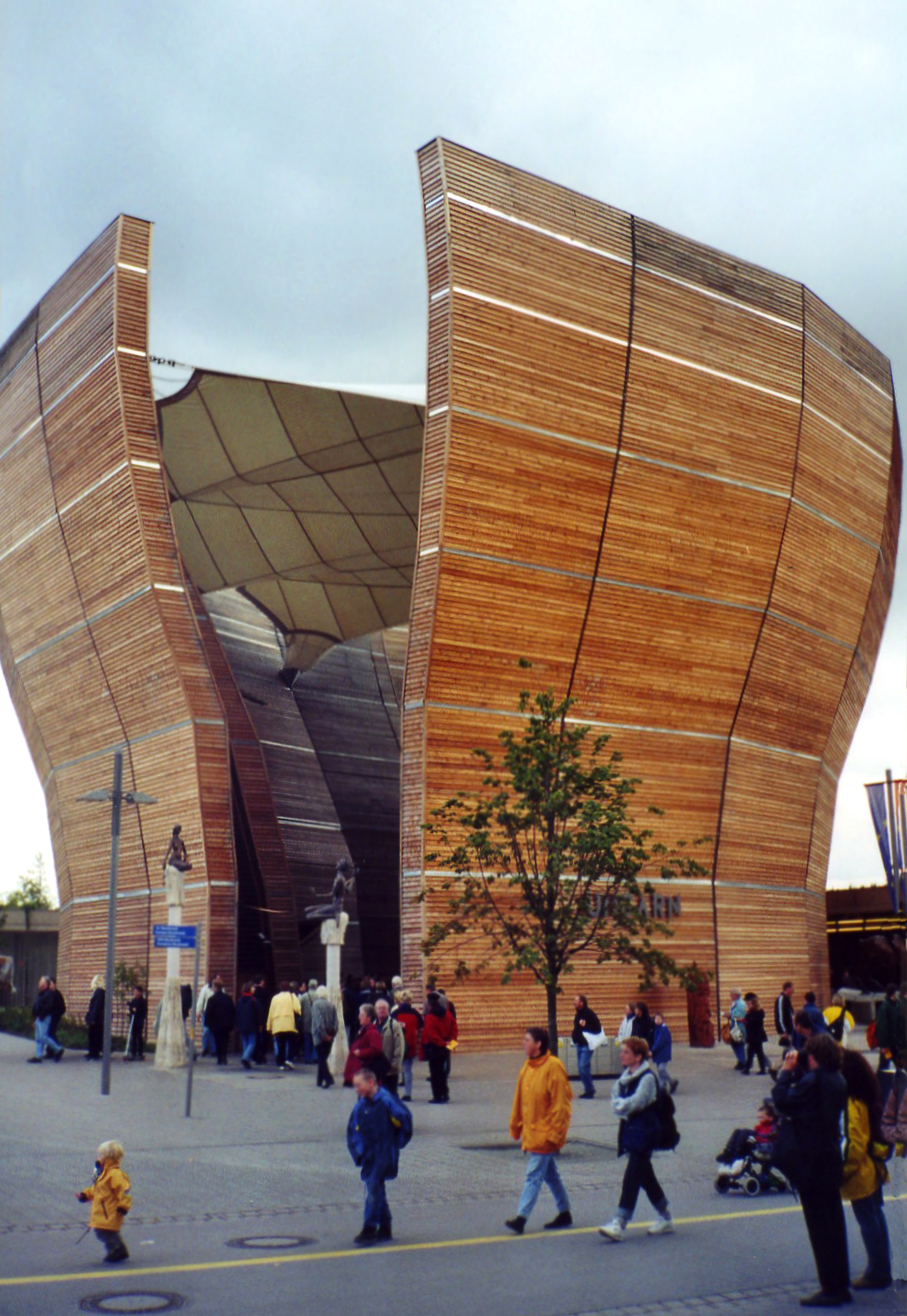
Ungerns utställningspaviljong på Expo 2000 i Hannover.

När den ökade integreringen av rika länders ekonomier och teknikmonopol tilltog under 1980-talet förlorade mer regionalt begränsade ekonomier som de kommunistiska planekonomierna sin ställning. Efter Sovjetunionens fall förklarades historien vara slut. I utställningssammanhang innebar det historiens återkomst, inte minst i Sverige. 
Medan övriga Europa intresserar sig för medeltiden och andra världskriget läggs intresset i Sverige i hög grad på 1600-talet. 1993 invigs den stora utställningen Sveriges historia som får många besökare. Vid millennieskiftet ordnas ett stort utomhusspektakel vid Stockholms ström på samma tema där moderna tekniker för projicering och dekorering av stora stadsmiljöer tas i bruk. 
I Tyskland startar 1995 vandringsutställningen Tyska arméns brott under förintelsekriget 1941–1944 och får mycket uppmärksamhet. Genom dokument och andra fakta visas hur inte bara nazistiska organisationer utan också tyska armén och därmed ett tvärsnitt av den manliga befolkningen deltog i förintelsen. Utställningen väcker stora protester men lyckas efter en revidering av innehållet få sitt budskap allmänt accepterat.
Förintelsen är också tema för flera nya specialmuseer och utställningar i många västländer. I Sverige startar myndigheten Forum för levande historia som är med och producerar utställningar som Baltutlämningen om svenska statens utlämning av soldater i tysk uniform till Sovjetunionen efter kriget, Utställningen skånsk nazism och Sverige och förintelsen. Dessa utställningar använder sig av starka medel för att påverka. I Skånsk nazism är ljud och bild så starka att den barnförbjuds. Utställningen Sverige och förintelsen söker vägar att lyfta fram delaktigheten när brott mot mänskligheten sker hos dem som ser sig som åskådare. Samtidigt tar utställarna avstånd från traditionella former för att ge struktur åt en utställning som att visa händelseförloppet i tidsordning.
Andra ämnen som tas upp i utställningar är homosexualitet, transvestism och aidssjukdom som Jesus sägs bära på i utställningen Ecce Homo som väckte stora debatt. Internationellt kontrovers väckte särskilt en konstinstallation på Historiska museet med en rödfärgad bassäng där en kvinnlig palestinsk självmordbombare seglade på vattnet, en installation som den israeliske ambassadören sökte handgripligen förstöra.
Även sydligare länders invånare får ett förnyat intresse. Mänskliga zoo återkommer också när en afrikansk by visas upp på Augsburgs zoo i Tyskland och på London zoo visades människor klädda i löv upp, bägge år 2005. Men intresset för Syd tar också andra former. I Sveriges öppnar Världskulturmuseet i Göteborg. Här har visats en utställning om AIDS i alla delar av världen och om kolonialismens historia i Afrika med bruk av både museet klassiska föremål och modern teknik för projicering av dataanimationer, filmer och texter. 
Postmodernism som lånade stildrag och dekorativa element från olika historiska epoker får en allt starkare ställning under den nya globaliseringsepoken medan den funktionalistiska modernismen minskar sitt inflytande. Bostadsmässan Bo01 i Malmö markerar både det stilmässiga och social skiftet från den tidigare folkhemsepoken som inleddes med Stockholmsutställningen 1930. Nu är det subventionerade bostäder för rika och inte fattiga som gäller. Turning Torso bostadsskrapan vrider sig upp mot himlen medan lyxiga bostäder i varierande former också ligger vid vattnet i en alltmer segregerad stad. 
Mässbranschen fortsätter att växa. 1997 når den rekordhöga 8,5 procent av hela reklamkostnaden i Sverige. Störst i världen är den tyska mässbranschen. De fem största mässbolagen i Tyskland omsatte 2,5 miljarder euro år 2003, den största i Hannover med 495.265 kvadratmeter utställningsyta.